# Blockbuster (intrattenimento)
Il blockbuster, termine inglese corrispondente a espressioni italiane quali successone o campione d'incassi, è un film o uno spettacolo teatrale molto popolare che ha riscosso un largo successo di pubblico. Precedentemente il termine era usato esclusivamente nel linguaggio teatrale per indicare uno spettacolo che aveva avuto un successo particolare, mentre ora è impiegato principalmente dall'industria cinematografica e videoludica.

## Etimologia
Il termine appare sulla stampa statunitense nei primi anni quaranta per indicare le bombe aeree di maggiori dimensioni, quelle in grado di distruggere un intero isolato (block in inglese), note anche come cookies ('dolcetti' in inglese) durante il bombardamento di Amburgo. La parola viene poi usata in senso figurato per indicare qualcosa che ha un rilevante impatto sul pubblico:
(Chicago Tribune, 2 febbraio 1945)
Alcuni storici dello spettacolo parlano di un uso del termine riferito al successo di una rappresentazione teatrale così forte da far saltar via (to bust, in inglese) i teatri vicini e portarli al fallimento, ma sull'OED del 1957 è presente un significato sinonimo di "più grande", derivato dalle bombe. Indipendentemente dalla sua origine, il termine venne dapprima usato per descrivere uno spettacolo di successo e successivamente applicato anche a opere che non siano recite o film, come i romanzi o i giochi per computer di maggiore diffusione.
Per descrivere i film, negli anni settanta i termini usati per indicare una pellicola di successo sono vari: spectacular ('spettacolare') sul Wall Street Journal, super-grosser ('spropositato') sul The New York Times e super-blockbuster su Variety. Nel 1975 l'impiego del termine blockbuster ha la sua massima diffusione con Lo squalo di Steven Spielberg, per suggerire un qualcosa di nuovo, un fenomeno culturale, uno spettacolo eccitante e incalzante, quasi un genere. Gli spettatori entrano in rapporto col film, ne parlano successivamente, e tornano a rivederlo.

## Storia
Il film Billy Jack di Tom Laughlin è considerato il primo blockbuster grazie a un uso intelligente delle strategie di marketing che lanciarono la pellicola in molte sale contemporaneamente nello stesso tempo, aumentando il numero di possibili spettatori. Attualmente gli studi cinematografici lanciano i film in migliaia di cinema contemporaneamente, così da aumentare il pubblico.
Dal 1975 il limite minimo per definire un blockbuster è stato fissato a 100 milioni di dollari in biglietti venduti, un limite superato per la prima volta dal film Lo squalo, sebbene Tutti insieme appassionatamente (1965), il primo film a incassare più denaro di Via col vento, sia stato un successo gigantesco per il suo tempo (in alcune località fu proiettato per oltre un anno consecutivamente).
In risposta all'enorme successo riscosso da Lo squalo, molti produttori di Hollywood tentarono di creare «film evento» dal grande richiamo commerciale. Le compagnie cinematografiche diedero via libera a film dal budget sempre più alto e si affidarono sempre più a grandi quantità di pubblicità per le loro uscite cinematografiche, questo portò il cinema nella cosiddetta «era del blockbuster». Steven Spielberg e il produttore e regista George Lucas —il cui film del 1977 Guerre stellari divenne il film dal più notevole successo del decennio— sono i produttori cinematografici maggiormente associati all'inizio dell'«era del blockbuster».
Il focus nel creare dei blockbuster crebbe così tanto che si arrivò a un punto di rottura, con i critici che si opponevano al prevalere della mentalità del blockbuster e che lamentavano la morte dei piccoli film personali. Molti a Hollywood erano costretti a creare blockbuster o film evento a causa dell'alto rischio finanziario che si aveva nella creazione dei film ad alto budget. Questo dibattito continuò a lungo dopo il successo dei primi blockbuster, Lo squalo e Guerre stellari.

## Tipologie particolari
Quando un film girato con un budget limitato ha un successo particolare o supera le aspettative che ha un film di questo genere, anche questo viene considerato un blockbuster. Esempi possono includere:
- Pomodori verdi fritti alla fermata del treno, realizzato con un budget di 13 milioni di dollari e che ne ha guadagnati 80 milioni al botteghino;
- Rugrats - Il film, il primo cartone animato non disneiano che ha guadagnato più di 100 milioni di dollari;
- The Blair Witch Project - Il mistero della strega di Blair, produzione amatoriale realizzata in stile mockumentary; il film dal budget più basso ad aver fatto gli incassi più alti.
- La tigre e il dragone, film non in lingua inglese;
- Fahrenheit 9/11, documentario a carattere politico;
- Borat - Studio culturale sull'America a beneficio della gloriosa nazione del Kazakistan, mockumentary umoristico.

Tutti questi lungometraggi hanno superato i 100 milioni di dollari.